# Hôtel de Bricqueville
Ne doit pas être confondu avec Hôtel de la Tour du Pin.
L'hôtel de Bricqueville est un monument situé dans le centre de Bayeux, en France.

## Localisation
Le bâtiment est situé dans le département français du Calvados, dans le centre-ville de Bayeux, au no 76 de la rue des Bouchers.

## Architecture
La porte et le balcon Louis XVI sont inscrits au titre des monuments historiques depuis le 3 novembre 1927.

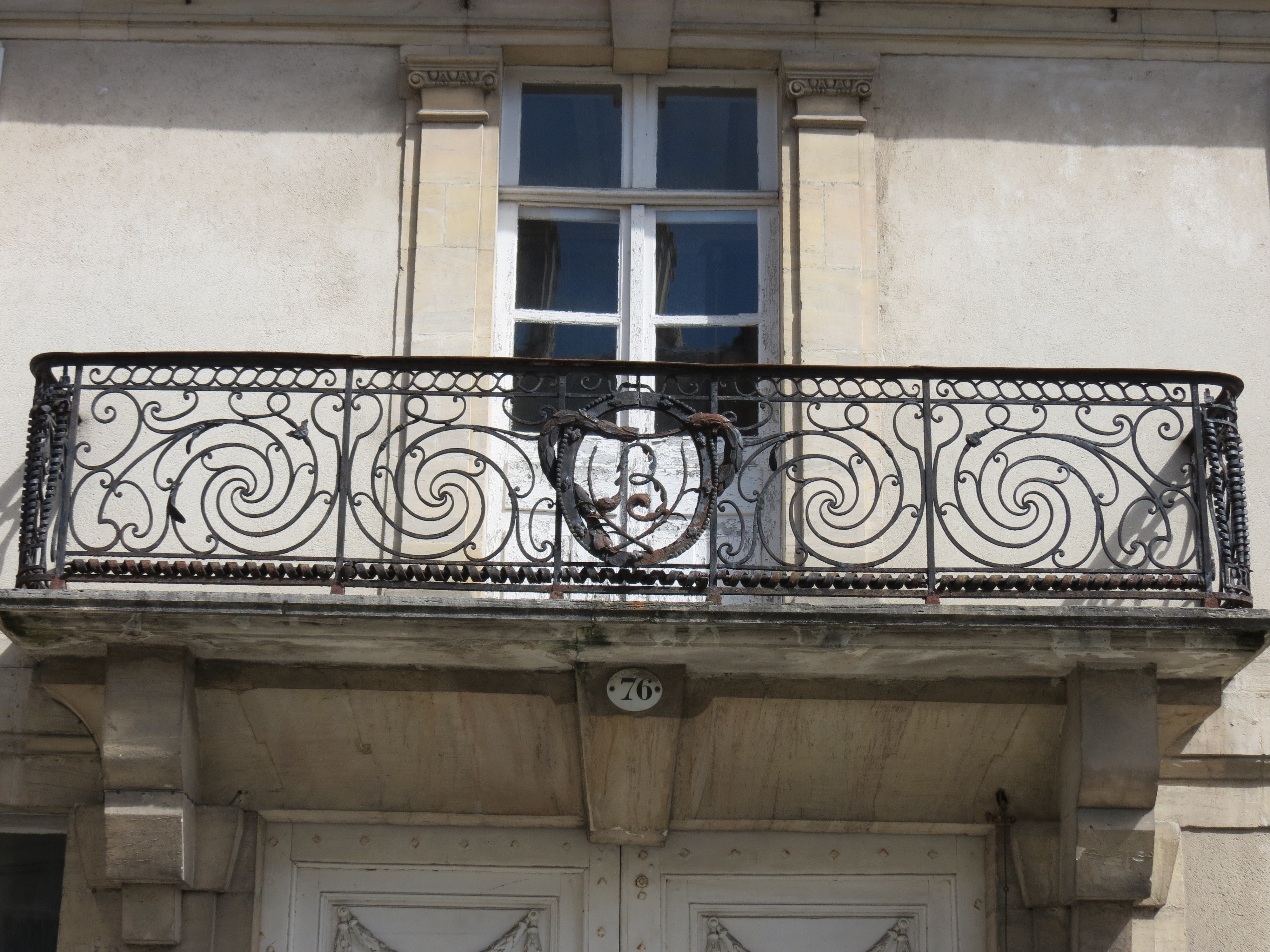
Le balcon.